# Papilio pilumnus
Papilio pilumnus, auch bekannt unter der englischen Bezeichnung Three-tailed Swallowtail („Dreischwänziger Schwalbenschwanz“) ist ein Schmetterling aus der Familie der Ritterfalter (Papilionidae).

## Merkmale

### Falter

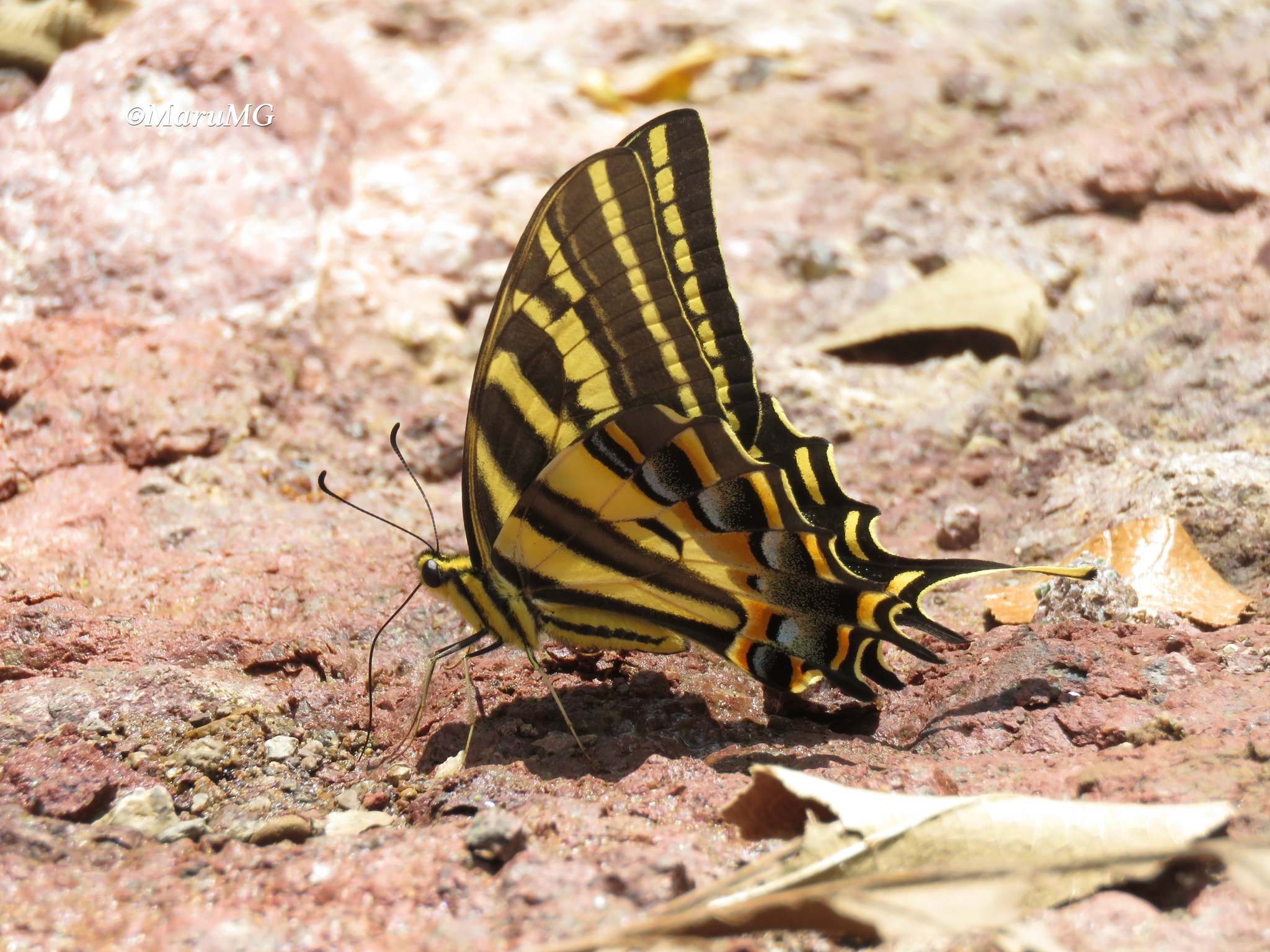
Lateralansicht

Die Falter erreichen eine Flügelspannweite von 80 bis 100 Millimetern. Die Vorderflügel sind braunschwarz bis schwarz. In der Submarginalregion, vom Apex bis zum Innenrand, verläuft eine Reihe gelber, rechteckförmiger Flecken. Die Diskalregion und die Basalregion werden bis auf den Rand von einem gelben Bereich geprägt, durch welchen vom Vorderrand in regelmäßigen Abständen vier breite, schwarze Streifen queren. Die Hinterflügel sind ebenfalls schwarz und haben wie die Vorderflügel einen großen gelben Bereich. Dieser umschließt jedoch nun nur noch die Basalregion sowie die Hälfte der Diskalregion. Durch diesen Bereich verlaufen vom Vorderrand zwei schwarze Streifen, welche im Gegensatz zu denen der Vorderflügel dünner sind, jedoch eine Weiterführung der beiden längsten, schwarzen Streifen auf den Vorderflügel sind. In gelben Bereich in der Diskalregion, noch in der Zelle, befindet sich ein schwarzer Fleck. Der Rand des gelben Bereiches wird Richtung Innenrand zunehmend rot gefärbt. Direkt am Außenrand befindet sich eine Reihe gelber Flecken, welche Richtung Analwinkel zunehmend rot gefärbt sind. Zwischen dieser Reihe und dem gelben Bereich befinden sich mehrere blau-grüne Flecken, welche Richtung Vorderrand stetig verblassen. Der Außenrand ist derartig stark gezahnt, sodass Papilio pilumnus beinahe drei Schwanzfortsätze hat.
Die Unterseite der Vorderflügel ähnelt stark der Oberseite, allerdings ist das Gelb etwas blasser. Die Unterseite der Hinterflügel weist auch alle Merkmale der Oberseite auf, welche jedoch verstärkt anzutreffen sind. Das Gelb ist auch hier etwas blasser.
Es gibt im Flügelmuster keine Geschlechtsunterschiede, beide haben die gleichen Flügelzeichnungen und denselben Körper, welcher schwarz ist und auf der Unterseite gelbe Streifen hat.

### Ei, Raupe und Puppe
Die Eier sind grün. Auch die Raupen sind grün gefärbt, haben einen gelben Querstreifen am Übergang vom Kopf zum eigentlichen Körper und haben am Hinterteil des Thorax angedeutete braune Augen mit schwarzen Flecken. Die Seitenlinie ist gelb mit einer braunen Zone darunter. Der Kopf ist braun. Die Puppe ist hell grün oder pinkfarben und besitzt seitliche längliche Vorsprünge; außerdem zwei purpurfarbene Vorsprünge am Kopf und einen purpurfarbenen Vorsprung am Thorax.

### Ähnliche Arten
- Papilio eurymedon
- Papilio glaucus
- Papilio multicaudatus
- Papilio rutulus

## Verbreitung und Vorkommen
Das Verbreitungsgebiet von Papilio pilumnus erstreckt sich vom Süden der USA (südliches Texas) über Mexiko bis nach Guatemala. Er bewohnt tropische Wälder.

## Lebensweise
Papilio pilumnus fliegt in den tropischen Regionen fast das ganze Jahr hindurch in mehreren Generationen; in Mexiko von März bis Oktober. Die Falter saugen Nährstoffe von Pfützen und feuchten Stellen.
Die Nahrungspflanzen der Raupen sind Blätter von Lorbeergewächsen (Lauraceae), z. B. der Gattung Litsea.